# Надежда Йорданова
Надежда Йорданова е български политик и юрист с експертиза в областта на административното и търговското право, обществените поръчки и проекти, финансирани от ЕС и международни организации. Член е на Изпълнителния съвет на партия „Да, България!“
Завършила е право в Софийския университет „Св. Климент Охридски“. Специализирала е английско търговско право в The University of Law, Лондон. От 2007 г. е вписана в адвокатската колегия в Разград.
В XLV и XLVI народно събрание е народен представител от парламентарната група на „Демократична България“ и е неин заместник-председател. Оглавява временната комисия „Магнитски“ и е зам.-председател на Комисията по конституционни и правни въпроси.
Била е началник на политическия кабинет на Христо Иванов в Министерството на правосъдието (2014 – 2015).
На 13 декември 2021 г. е избрана от XLVII народно събрание за министър на правосъдието в кабинета на Кирил Петков. Народен представител в XLVIII народно събрание.
Омъжена е и има един син.